# Пролеша
Проле́ша (болг. Пролеша) — село в Софійській області Болгарії. Входить до складу общини Божуриште.

## Населення
За даними перепису населення 2011 року у селі проживали 678 осіб.
Національний склад населення села:
| Національність   | Кількість осіб | Відсоток |
| ---------------- | -------------- | -------- |
| болгари          | 655            | 98,5%    |
| інша             | 8              | 1,2%     |
| Всього відповіли | 665            |          |

Розподіл населення за віком у 2011 році:
Динаміка населення: